# MCI WorldCom
MCI (vormals WorldCom bzw. MCI WorldCom) war die weltweit drittgrößte Telefongesellschaft mit Hauptsitz in Ashburn, Virginia.
In Deutschland gab es die MCI WorldCom Deutschland GmbH, seit Ende 2004 MCI Deutschland GmbH. Seit Januar 2006 firmiert sie in Deutschland unter Verizon Deutschland GmbH.

## Geschichte
Das Unternehmen wurde 1983 von Bernard Ebbers und drei weiteren Investoren unter dem Namen Long Distance Discount Services (LDDS) gegründet. 1985 wurde Ebbers zum Chief Executive Officer der Firma ernannt. LDDS übernahm in den folgenden Jahren dutzende andere Telekommunikationsfirmen. In Summe waren es mehr als 75 Übernahmen. Vier Jahre später folge 1989 der Börsengang. Im Jahr 1995 wurde das Unternehmen in WorldCom umbenannt. Die Übernahme von MCI durch WorldCom und die Verschmelzung zu MCI WorldCom 1998 war mit etwa 60 Mrd. DM die bis dahin teuerste Unternehmensübernahme. Am 5. Oktober 1999 kündigte WorldCom eine Fusion mit dem Rivalen Sprint Corporation an. Diese kam nach Bedenken des Department of Justice und der Europäischen Union, wonach durch die Fusion ein Monopol entstehen würde, nicht zustande.
Im Jahr 2000 hatte sich MCI WorldCom um eine Lizenz für ein deutsches UMTS-Netz beworben, sich jedoch kurz vor Beginn der Versteigerung wieder zurückgezogen.

## Börsenskandal und Folgen
Das Unternehmen löste im Sommer 2002 einen der weltweit größten Börsenskandale aus. Es beantragte am 21. Juli 2002 beim Insolvenzgericht in New York Süd Gläubigerschutz nach US-Insolvenzrecht. Es wurden insgesamt Fehlbuchungen von 11 Mrd. US-Dollar durch die Börsenaufsicht aufgedeckt. Neben den Fehlbuchungen hatte WorldCom bilanzielle Verbindlichkeiten von über 30 Mrd. US-Dollar aufgrund der aggressiven Expansionsvorhaben. Dies führte zu hohen Zinsbelastungen, bei gleichzeitig nicht den Erwartungen entsprechenden wirtschaftlichen Ergebnissen der übernommenen Unternehmen. Der Firmengründer und zu dem Zeitpunkt CEO des Unternehmens, Bernard Ebbers, wurde daraufhin zu 25 Jahren Gefängnis verurteilt; der damalige Finanz- und Buchhaltungschef Scott Sullivan zu 5 Jahren. Nach 1 ½ Jahren Gläubigerschutz („Chapter 11“) wurde MCI saniert und von Verizon Communications übernommen. Im Januar 2006 wurde die Fusion zwischen Verizon Communications und MCI vollzogen. Die neue Geschäftseinheit firmiert unter dem Namen Verizon Business, die teilweise in Ländergesellschaften aufgeteilt ist. Für Deutschland ist dies die Verizon Deutschland GmbH.
Der Börsenskandal war mit ausschlaggebend für den Erlass des Sarbanes-Oxley Act zur Regulierung und Überwachung u. a. von Unternehmen, deren Aktien in den USA an Börsen gehandelt werden.